# Bill Williams
Bill Williams, nome artístico de Herman August Wilhelm Katt (15 de maio de 1915 - 21 de setembro de 1992), foi um ator americano, mais conhecido por sua interpretação do personagem-título na série de faroeste The Adventures of Kit Carson, que foi ao ar em distribuição de 1951 a 1955.

## Vida e carreira
Herman August Wilhelm Katt nasceu em 15 de maio de 1915 no Brooklyn, em Nova York, filho de pais imigrantes alemães. Ele frequentou o Pratt Institute e se tornou nadador profissional, participando de shows subaquáticos. Ele conseguiu um papel secundário como recepcionista de teatro em King Kong (1933). Ele se alistou no Exército dos Estados Unidos durante a Segunda Guerra Mundial, mas foi dispensado antes do fim e se tornou ator. Sua estreia creditada foi em Murder in the Blue Room em 1944, usando o nome profissional Bill Williams. Seu primeiro papel principal foi ao lado de Susan Hayward em Deadline at Dawn (1946).
Williams apareceu em dez filmes antes de conseguir o papel principal na série de televisão The Adventures of Kit Carson, que teve 105 episódios. Quando a série terminou, o poder de estrela de Williams desapareceu. Foi revivido em 1957, quando ele coestrelou com Betty White na televisão em Date with the Angels. Williams interpretou o agente federal Martin Flaherty em The Scarface Mob (1959), o episódio piloto de Os Intocáveis, da ABC. No entanto, quando a série foi aceita, o papel foi para Jerry Paris. Williams recusou o papel principal em Sea Hunt em 1958, acreditando que um programa subaquático não daria certo na televisão. Lloyd Bridges aceitou o papel e o transformou em um sucesso. Williams estrelou como um ex-homem-rã da Marinha em Assignment: Underwater, que durou apenas uma temporada. Ele desempenhou vários papéis em Perry Mason, no qual sua esposa Barbara Hale co-estrelou como a secretária de Raymond Burr, Della Street. Em um episódio de 1962, "The Case of the Crippled Cougar", ele interpretou o réu Mike Preston. Em 1963, ele foi a vítima de assassinato Floyd Grant em "The Case of the Bluffing Blast". Em 1965, Williams interpretou o assassino Charles Shaw em "The Case of the Murderous Mermaid" e foi a aparente vítima/assassino Burt Payne em "The Case of the 12th Wildcat". Williams apareceu com seu filho, William Katt, em um episódio da temporada final de Ironside, reunindo-o novamente com Raymond Burr. Ele também fez inúmeras aparições na televisão e trabalhou em filmes de ficção científica de baixo orçamento até sua aposentadoria.

### Vida pessoal
Williams se casou com a atriz Barbara Hale em 22 de junho de 1946. Eles se conheceram durante as filmagens de West of the Pecos e tiveram duas filhas, Jodi e Juanita, e um filho, o ator William Katt.
Bill Williams morreu de um tumor cerebral aos 77 anos em 1992 e está enterrado no Forest Lawn Memorial Park, em Hollywood Hills. Por suas contribuições à televisão, Bill Williams tem uma estrela na Calçada da Fama de Hollywood, localizada na 6145 Hollywood Boulevard.

## Papéis de atuação

### Estrela de sua própria série de televisão
- The Adventures of Kit Carson série de TV (1951–1955) como Kit Carson, 105 episódios.
- Date with the Angels (1957–1958) como Gus Angel, 33 episódios.
- Assignment: Underwater (1960–1961) como Bill Greer, 39 episódios.